# 范争波
范争波（1901年—1983年），字东海，河南修武人，中国现代报人，曾创办《上海晚报》、《前锋周刊》、《前锋月刊》等报刊。